# Cmentarz ewangelicki przy Produkcyjnej
Cmentarz ewangelicki przy Produkcyjnej – nieczynny cmentarz ewangelicko-augsburski położony przy ulicy Produkcyjnej w Białymstoku. Na powierzchni około pół hektara zachowało się tylko kilka nagrobków. To jedna z dwóch ewangelickich nekropolii w tym mieście.
Cmentarz najprawdopodobniej w połowie XIX wieku założyła grupa niemieckich tkaczy sprowadzonych do fabryk włókienniczych Choroszczy. 22 rodziny, najprawdopodobniej z Saksonii osiedlono wówczas we wsi Bacieczki (dziś osiedle w Białymstoku). Ostatni pochówek na cmentarzu przy ulicy Produkcyjnej przeprowadzono po II wojnie światowej. W 2009 roku białostocki urząd miasta uporządkował nekropolię. Wybudowano też wokół niej nowy płot.